# Жмельков Владислав Миколайович
Владислав Миколайович Жмельков (нар. 15 (28) серпня 1914, с. Леонідовка, Митищинська волость, Московська губернія, Російська імперія — 12 червня 1968, Московська область, РРФСР, СРСР) — єдиний футболіст, якого було визнано спортсменом року в СРСР. Виступав на позиції воротаря. Володар рекордної серії з відбиття штрафних одинадцятиметрових ударів в чемпіонатах СРСР. Учасник Другої світової війни.

## Біографія
В середині 30-х років грав за команду «Зеніт» з міста Калінінград Московської області. Військову службу проходив у спортивному клубові при Будинку Червоної армії зі Смоленська. Після завершення сезону-37 відбулася реорганізація першості і армійський колектив був ліквідований. Владислав Жмельков, раніше визначеного терміну, був демобілізований з військової служби.
Перед початком сезону-38 московський «Спартак» втратив основного голкіпера, Анатолія Акимова призвали на військову службу. В одному з товариських матчів Владислав Жмельков добре зіграв проти цього колективу і отримав запрошення продовжити кар'єру в елітному дивізіоні. В чемпіонаті дебютував 19 липня проти московського «Харчовика» (перемога 3:0) і вже після перших матчів став основним воротарем команди. Протягом всього турніру чотири клуби претендували на перемогу: «Металург», ЦБЧА, «Спартак» і київське «Динамо». На фініші суперники почали втрачати очки, а колектив Жмелькова здобув дві перемоги і завершив турнір на першій позиції.
У вересні була здобута перемога фіналі кубка над ленінградським «Електриком» з рахунком 3:2 (перший дубль в історії команди). Наприкінці сезону Секція футболу СРСР затвердила список 55-ти найкращих гравців. Серед воротарів Жмельков посів третю позицію, опісля Анатолія Акимова («Динамо» М) і Миколи Трусевича («Динамо» К).
Переможна хода продовжилася і наступного року. У вирішальному матчі кубкового турніру була здобута перемога над ленінградським «Зенітом» (3:1). У чемпіонаті «Спартак», знову потужну провів останні матчі і в підсумку обійшов у турнірній таблиці тбіліське «Динамо» і московський ЦБЧА. Цього сезону до клубу повернувся Акимов, але основним голкіпером залишився Жмельков.
В опитуванні газети «Червоний спорт» Владислав Жмельков обійшов легкоатлетів Олександра Пігачевського та Ніну Думбадзе і був визнаний найкращим спортсменом Радянського Союзу 1939 року. Це єдиний випадок в історії радянського спорту, коли футболіст очолив рейтинг найкращих спортсменів країни.
За два чемпіонати, в його ворота арбітри призначили сім одинадцятиметрових штрафних ударів. У шести поєдинках Жмельков виграв дуелі у своїх опонентів, а одного разу — гравець команди-суперника пробив вище воріт. Серія в сім відбитих поспіль пенальті так і залишилася рекордною в історії чемпіонатів СРСР.
Рекордна серія з відбиття пенальті в чемпіонатах СРСР:
| № | Дата       | Гравець           | Команда        | Рахунок |
| - | ---------- | ----------------- | -------------- | ------- |
| 1 | 20.09.1938 | Борис Читая       | «Локомотив» Тб | 3:1     |
| 2 | 14.10.1938 | Герман Водоп'янов | «Динамо» Р/Д   | 7:1     |
| 3 | 23.10.1938 | Іван Смирнов      | «Електрик» Лд  | 0:0     |
| 4 | 11.06.1939 | Михайло Жуков     | «Локомотив» М  | 2:0     |
| 5 | 11.06.1939 | Віктор Лахонін    | «Локомотив» М  | 2:0     |
| 6 | 07.10.1939 | Петро Петров      | «Торпедо» М    | 2:2     |
| 7 | 24.10.1939 | Микола Кузнецов   | «Стахановець»  | 5:0     |

Наприкінці 30-х років московська армійська команда почала виходити на провідні ролі і постійно підсилювала склад. Спортивні «генерали» вирішили залучити до свого клубу і Жмелькова, який недослужив визначений термін. Воротар відмовився грати за спортклуб, і лише наприкінці року двічі виходив на поле (травму отримав Володимир Никаноров).
Після завершення сезону його направили в Забайкальський військовий округ, а на початку 1941 року — його частину передислокували на Україну. На фронті був з перших днів, воював у роті розвідки. Неодноразово ходив за лінію фронту і брав у полон німецьких військовиків. Учасник Київської оборонної операції, потім відступав до Волги. Визволяв Київ у 1943 році, а війну завершив у Берліні. Нагороджений орденом Слави 3 ступеня і двома медаллями «За відвагу».
1946 року повернувся до складу «Спартака», але вийти на колишній рівень гри не зміг, на це вплинуло і відсутність тренувань протягом шести років і фронтові поранення. У першому сезоні він вів суперечку з Олексієм Леонтьєвим за місце в основному складі, а другого року — провів лише три матчі.
Потім переїхав до Тбілісі, спочатку виступав за армійську команду, а згодом — за «Спартак». За підсумком сезону-49, команда здобула путівку до елітної лиги. Дебют виявився досить вдалим, тбілісці завершили чемпіонат на 9-му місці і залишили позаду «Шахтар», київське «Динамо» і московські «Торпедо» та «Локомотив». У міжсезоння, декілька провідних гравців клубу перейшли до тбіліського «Динамо», а «Спартак» втратив місце серед найсильніших. Протягом двох сезонів Жмельков був основним воротарем команди, всього провів 53 лігових матчі (найбільше, в порівнянні з іншими клубами в його кар'єрі). Завершив виступи 1952 року у складі кишиневського «Буревісника».

## Досягнення
- Чемпіон СРСР (2): 1938, 1939
- Володар кубка СРСР (2): 1938, 1939